# Amenemhat III
Amenemhat III, cũng còn được viết là Amenemhet III là một pharaon thuộc Vương triều thứ Mười hai của Ai Cập. Ông trị vì từ khoảng năm 1860 TCN tới khoảng năm 1814 TCN, niên đại dài nhất của ông được biết đến trên một cuộn giấy cói là Năm cai trị thứ 46, I Akhet ngày 22..vương triều của ông được coi là thời kỳ hoàng kim của Trung Vương quốc. Ông có thể đã có một thời kì đồng trị vì dài (20 năm) với cha mình, Senusret III.

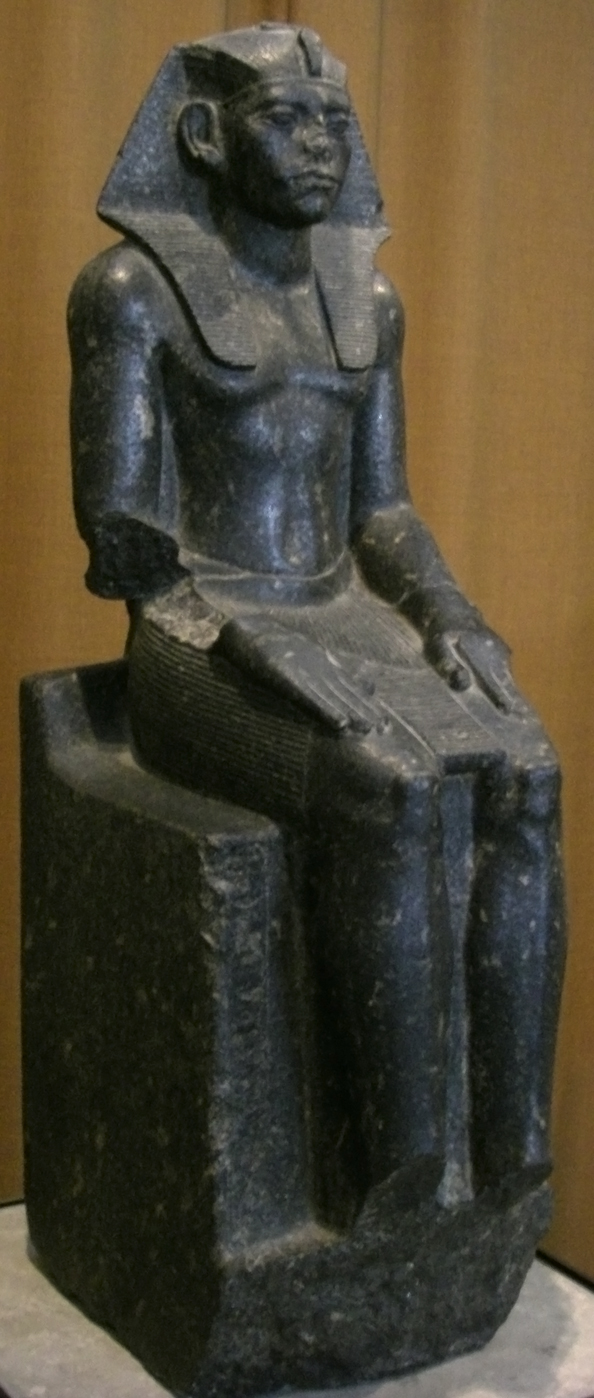
Bức tượng từ Bộ sưu tập Ai Cập của bảo tàng Hermitage

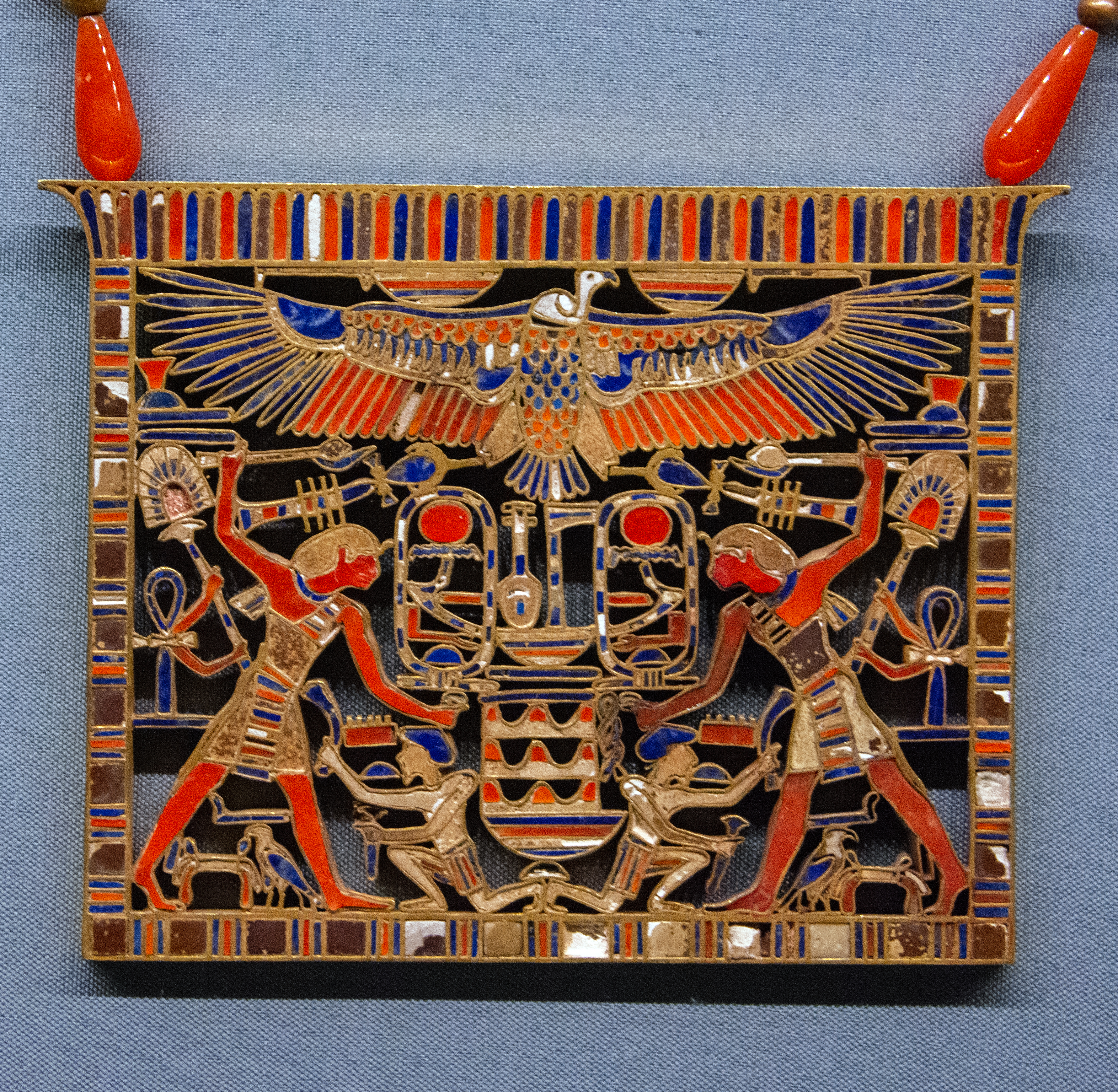
Pectoral of Amenemhat III, tomb of Mereret.

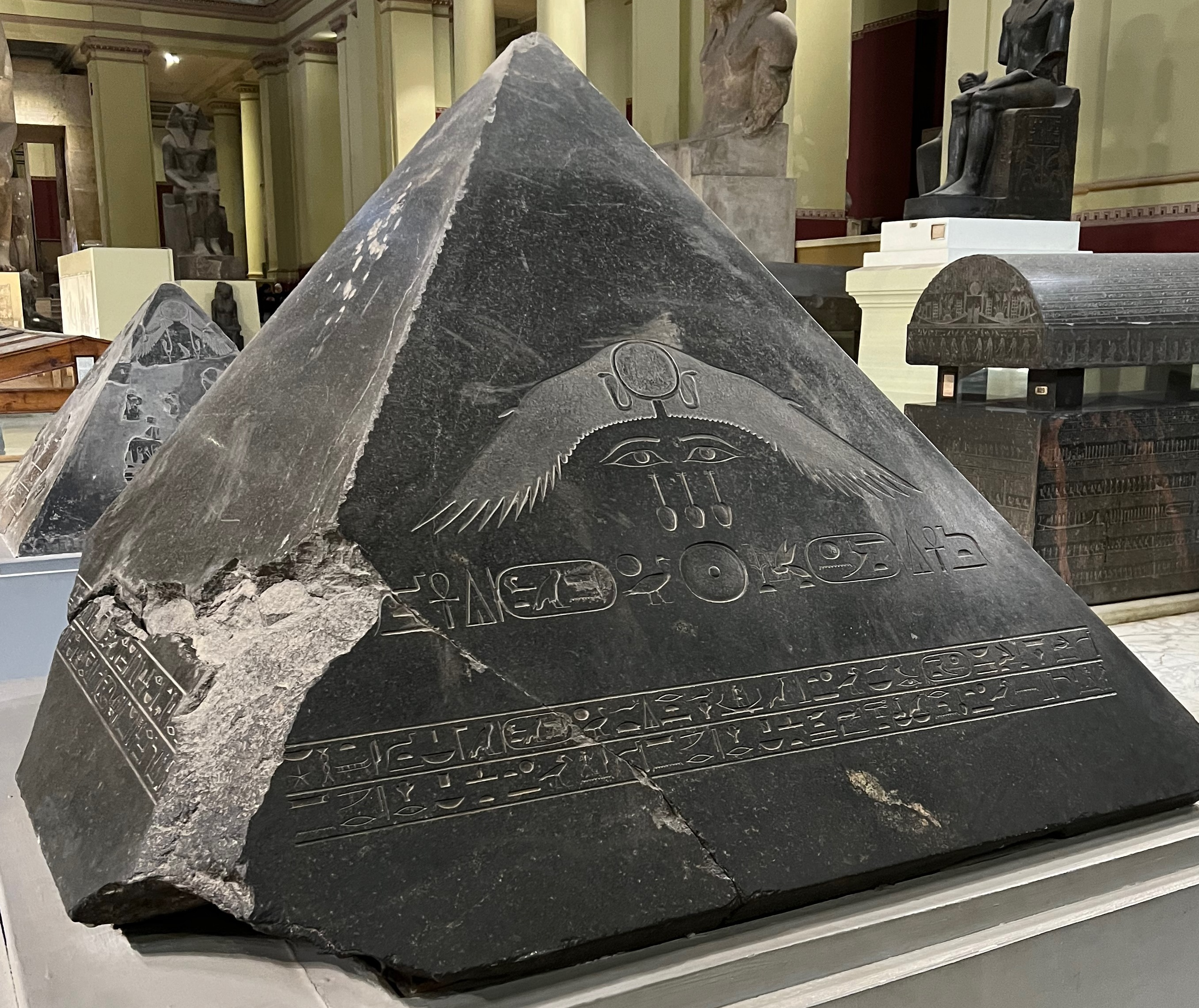
Pyramidion or Capstone of Amenemhat III's pyramid.

Vào giai đoạn cuối vương triều mình, ông đã cùng trị vì với Amenemhat IV, như được ghi lại trên một bản văn khắc đá bị hư hỏng ở Konosso thuộc Nubia, trong đó năm 1 của Amenemhat IV tương đương với năm 46, 47 hoặc 48 thuộc vương triều của ông.. Con gái ông, Sobekneferu, sau này đã kế vị Amenemhat IV, trở người cai trị cuối cùng của vương triều thứ 12. Vương hiệu của Amenemhat III, Nimaatre, có nghĩa là "Thuộc về Công lý của Re."

## Kim tự tháp
Ông xây dựng kim tự tháp đầu tiên của mình ở Dahshur (được gọi là "Kim tự tháp Đen"), nhưng đã gặp phải vấn đề trong quá trình xây dựng nên nó đã bị từ bỏ. Khoảng năm 15 dưới vương triều của mình, nhà vua quyết định xây dựng một kim tự tháp mới tại Hawara, gần Faiyum. Còn kim tự tháp ở Dahshur đã được sử dụng làm nơi an táng một số phụ nữ thuộc hoàng gia.
Ngôi đền an táng gắn liền với kim tự tháp Hawara và được Herodotus và Diodorus Siculus gọi là "Mê cung". Strabo ca ngợi nó như là một kỳ quan của thế giới. Tuy nhiên, phòng an táng của nhà vua đã bị cướp từ thời cổ đại. Con gái hoặc em gái của ông, Neferuptah, được chôn cất trong một kim tự tháp riêng biệt (được phát hiện vào năm 1956) nằm cách kim tự tháp của ông 2 km về phía tây nam.

## Đại kênh đào
Trong suốt thời gian cai trị lâu dài của mình, Amenemhat đã tiếp tục công trình có lẽ bắt đầu bởi vua cha nhằm nối ốc đảo Fayum với sông Nile. Khu vực này trước đây chỉ là một đầm lầy. Một kênh đào dài 16 km và rộng 1,5 km đã được đào, gọi là Mer-Wer (Đại kênh đào); nó bây giờ được gọi là Bahr Yussef. Công trình dân dụng vĩ đại này cuối cùng đã được hoàn thành bởi con trai của ông, Amenemhat IV, và nó đã mang lại sự thịnh vượng cho Fayum. Khu vực này sau đó trở thành một vựa lúa mì cho đất nước và tiếp tục được sử dụng cho đến năm 230 TCN khi nhánh Lahun của sông Nile bồi lên.
Viên tể tướng Kheti đã giữ chức vụ này vào khoảng năm 29 dưới vương triều vua Amenemhat III. Cuộn giấy cói toán học Rhind ban đầu được cho là đã được sáng tác dưới vương triều của Amenemhat. Các công trình của Amenemhat III vẫn còn khá nhiều và trong tình trạng tuyệt vời. Chúng bao gồm một ngôi đền nhỏ được trang trí tại Medinet Maadi ở Faiyum, mà được ông và cha của ông xây dựng dành riêng cho nữ thần vụ mùa Renenutet.